# Негрешты
Негрешты (рум. Negreşti, Негрешть) — село в Страшенском районе Молдавии. Относится к сёлам, не образующим коммуну.

## География
Село расположено на высоте 114 метров над уровнем моря.

## Население
По данным переписи населения 2004 года, в селе Негрешть проживает 1401 человек (750 мужчин, 651 женщина).
Этнический состав села:
| Национальность | Число жителей | Процентный состав |
| -------------- | ------------- | ----------------- |
| молдаване      | 1352          | 96.5              |
| румыны         | 23            | 1.64              |
| русские        | 12            | 0.86              |
| украинцы       | 9             | 0.64              |
| болгары        | 2             | 0.14              |
| гагаузы        | 1             | 0.07              |
| прочие         | 2             | 0.14              |
| Всего          | 1401          | 100 %             |

## Военные части
У села Негрешть дислоцированы военные части Национальной Армии:
- Отдельный инженерный батальон «Кодру» (рум. Batalionul Geniu Independent «Codru»)
- Отдельная рота химзащиты (рум. Compania Protecţie Chimică Independentă)